# Sanoma Media België
Sanoma Media België is een mediabedrijf in België. Het is eigendom van het Finse mediaconcern Sanoma. De omzet van de Belgische poot bedroeg in 2008 213,3 miljoen euro. 

## Geschiedenis
Sanoma Media NV is in België voornamelijk bekend als tijdschriftenuitgeverij. Het Finse bedrijf trad in op de tijdschriftmarkt te België in 2001 met de overname van Mediaxis, een dochteronderneming van uitgeefconcern VNU voor 1,25 miljard euro. Mediaxis gaf onder meer Humo, Story, Flair, Feeling en Libelle uit. Sanoma Media is door de jaren geëvolueerd tot een mediaconglomeraat. Het bedrijf is zowel actief in Vlaanderen als Wallonië en is in beide landsdelen marktleider met ruim 25 titels. Het mediaconcern bereikt met zijn aanbod bijna 50% van de ganse Belgische bevolking boven de 12 jaar en ruim 3 miljoen Belgische vrouwen. Sanoma Media België heeft een gemiddeld netto zakencijfer van 208,3 miljoen euro (2010) en heeft ruim 500 werknemers.
In maart 2003 ging Menzo weg bij Sanoma en kwam het (onder licentie) terecht bij uitgeverij Meta Media. In januari 2009 werd aangekondigd dat het tijdschrift Evita inhoudelijk zou opgaan in het nieuw opgerichte crossmediale maandblad Vitaya Magazine van de gelijknamige tv-zender, en enkel nog zou verschijnen als titelblad. Het bedrijf sloot hiervoor een licentieovereenkomst met de Vlaamse Media Maatschappij (VMMa). Tevens had het een joint venture van 50% met zowel Marie Claire Album S.A. (Frankrijk) als Marie Claire VOF Nederland voor respectievelijk Marie Claire Belgique en Marie Claire Vlaamse editie. In 2010 werd er een joint venture opgericht met De Vijver (o.a. Woestijnvis, de voormalige uitgever van tijdschrift Bonanza), waarin het weekblad Humo werd ondergebracht. De redactie verhuisde vervolgens naar Vilvoorde. Sanoma van hun kant verkreeg 25% van de televisieactiviteiten van De Vijver.
In 2011 werd een consortium opgericht met De Vijver, Corelio en Gimv voor de overname van SBS Belgium (VT4 en VijfTV) van het Duitse ProSiebenSat1. Sanoma Belgium nam hiervoor een belang van 33 procent in de holding De Vijver. Humo In 2012 volgt de oprichting van Story FM na de overname van negen radiofrequenties van radioketen RGR. In 2013 de lancering van Libelle TV. In 2013 betrok het bedrijf onder leiding van CEO Aimé Van Hecke een kantorencomplex te Mechelen, voordien waren de kantoren gevestigd in respectievelijk Diegem, Antwerpen en Pulderbos. Tevens werd er de radiozender Story FM ondergebracht. De redactie van Humo bleef behouden te Vilvoorde, alsook de vestiging te Pulderbos, waar de regionale redacties gevestigd waren. Er werden omstreeks 2012 in totaal 500 mensen door het bedrijf tewerkgesteld.
In februari / maart 2013 werden de Vlaamse en Nederlandse editie van Marie Claire van elkaar losgekoppeld, en verscheen er een volwaardige Nederlandstalige Belgische versie van het blad. In 2014 kwam na de verkoop van de 33% aandelen voor 26 miljoen euro van het bedrijf in De Vijver Holding aan Telenet, Humo weer (kortstondig) voor 100% in handen van Sanoma. In 2015 werden de weekbladen Humo, Story, TeVe-Blad en de uitgeeflicentie voor Vitaya Magazine, door De Persgroep overgenomen. In november 2015 verkocht Sanoma al de Franstalige bladen TéléMoustique en Télé Pocket aan L'Avenir Hebdo, onderdeel van de intercommunale Nethys. In maart 2016 werd de uitgeeflicentie van Marie Claire overgedragen aan uitgeverij Editions Ventures, die onder meer de titels Elle en Psychologie in België uitgeven. Ook werden in juli 2015 de activiteiten van Libelle TV stopgezet. Tevens werd aangekondigd dat de beslissingsmacht grotendeels in Nederland komt te liggen. De Belgische tak van Sanoma kreeg evenwel de verantwoordelijk voor alle edities van Flair, ook de Nederlandse versie werd tijdelijk in Mechelen gemaakt
Begin 2018 nam Roularta Media Groep een groot gedeelte van de Sanoma portfolio over. De merken Libelle, Femmes d'Aujourd'hui, Flair, Feeling & Gael, La Maison Victor, SheDeals, Loving You, Zappy, Communiekrant en Kids Only worden verder geëxploiteerd door RMG.

## Merken
Sanoma Media Belgium is of was uitgever van de volgende titels:
- Avantages (Fr.)
- Evita
- Feeling
- Feeling Wonen
- Njam! Feeling
- Femmes d'Aujour'hui (Fr.)
- Flair
- Flair (Fr.)
- Gael (Fr.)
- Gael Maison (Fr.)
- Glam*It
- Goedele
- Humo

- Libelle (inclusief Libelle-specials)
- Libelle Tv (Advertenties door SBS Sales Belgium (De Vijver Media))
- Marie Claire Belgique (Fr.)
- Marie Claire Vlaams
- Officieel PlayStation Magazine
- Story
- Story FM
- TéléMoustique (Fr.)
- Télé Pocket (Fr.)
- TeVe-Blad
- Tina
- Vitaya Magazine